# Taeniastrotos braziliensis
Taeniastrotos braziliensis is een eenoogkreeftjessoort uit de familie van de Taeniacanthidae. De wetenschappelijke naam van de soort is voor het eerst geldig gepubliceerd in 1997 door Montú & Boxshall.